# Környe
Környe är en ort i Ungern.   Den ligger i provinsen Komárom-Esztergom, i den västra delen av landet, 50 km väster om huvudstaden Budapest. Környe ligger 164 meter över havet och antalet invånare är 4 359. Den ligger vid sjön Tatai-tó.
Terrängen runt Környe är platt västerut, men österut är den kuperad. Runt Környe är det ganska tätbefolkat, med 179 invånare per kvadratkilometer. Närmaste större samhälle är Tatabánya, 6,9 km nordost om Környe. Runt Környe är det i huvudsak tätbebyggt.